# Riforme di Toledo
Le riforme di Toledo furono una serie di riforme introdotte da Francisco Álvarez de Toledo nelle leggi spagnole in vigore nel Vicereame del Perù.

## Storia
Gli anni 1533-1569 furono considerati anni di crisi e turbolenti nel Vicereame del Perù. In questo periodo emersero numerosi problemi che richiesero particolare attenzione. I conquistadores spagnoli faticarono a mantenere l'ordine sulle Ande. Uno dei problemi fu l'introduzione delle Nuove Leggi del 1542 create da Blasco Núñez Vela, e l'impoverimento del sistema delle encomienda. Queste leggi avevano l'obbiettivo di mettere fine allo sfruttamento dei nativi americani tramite l'introduzione di un equo sistema di imposte. Gli spagnoli protestarono sostenendo che si fosse trattato di un'ingerenza nelle terre che avevano conquistato con fatica. L'indebolimento dell'encomienda colpì economicamente gli spagnoli. Questa debolezza era dovuta ad un nuovo sistema esattoriale, nuovi oneri sul lavoro ed alcune malattie europee che decimarono la popolazione locale.
Per gestire i problemi, re Filippo II di Spagna nominò Francisco de Toledo nuovo viceré del Perù nel 1568. Nei suoi dodici anni di governo introdusse riforme che riteneva necessarie per la risoluzione della crisi andina. Le nuove norme si basavano su tre punti fondamentali. Il primo era l'organizzazione dei popoli indigeni in grandi città chiamate reducciones.  Le reducciones venivano poi divise in 614 distretti amministrativi chiamati repartimientos. Ogni repartimiento era gestito da un kuraka. Il secondo punto imponeva un sistema regolarizzato di imposte. L'ammontare delle tasse era molto alto. I tributi dovevano essere pagati da tutti gli indigeni maschi di età compresa tra i 18 ed i 50 anni, e dipendeva dal ceto sociale della persona. I kurakas erano esentati dal pagamento dei tributi, ed erano responsabili della raccolta esattoriale. Il terzo ed ultimo punto era l'istituzione di un tipo di lavoro forzato chiamato mita. Il lavoro forzato veniva usato nelle miniere di mercurio ed argento di Perù e Alto Perù. Il sistema fu organizzato in modo che la ricchezza raccolta potesse essere mandata in Spagna.